# Reitor (título bizantino)
Reitor (em grego: ῥαίκτωρ; romaniz.: rhaiktor, forma helenizada do latim rector) foi uma posição de cortesão de alta patente do Império Bizantino Médio. Era um posição proeminente conferida a eunucos e sacerdotes e seus titulares tinham um importante assento nos banquetes imperiais próximo a outros altos titulares. Apesar de se tratar de um título, é registrado nas fontes bizantinas seu uso como sobrenome por alguns indivíduos nos séculos X e XI.
Sua instituição é desconhecida e várias foram as propostas sugeridas pelos autores modernos. Apesar disso, sabe por evidência sigilográfica que o termo já existia desde ao menos os séculos VII e VIII, porém com outro sentido. Apesar de suas funções também serem obscuras, os relatos de Liuprando de Cremona sugerem que teria algum envolvimento com as cerimonias cortesãs de Constantinopla. Desaparece das fontes depois do reinado de Constantino IX Monômaco (r. 1042–1055).

## História e funções

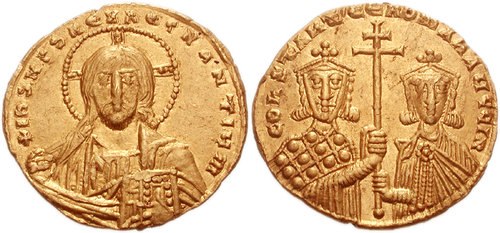
Soldo de r. e seu filho Romano II r.

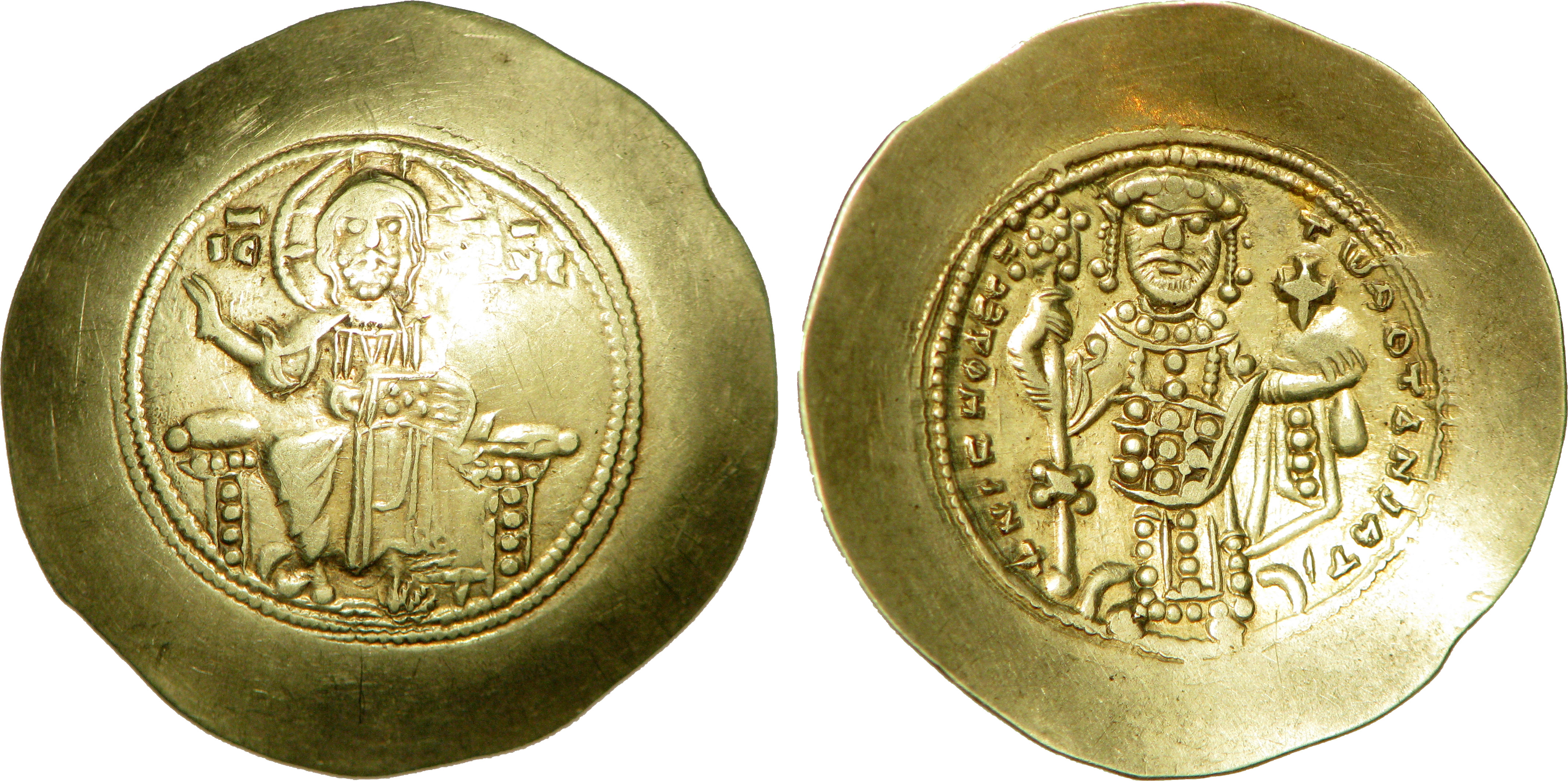
Nomisma histameno de r.

J. B. Bury assumiu que o posto foi criado sob Leão VI, o Sábio (r. 886–912) ou seu pai Basílio I, o Macedônio (r. 867–886), mas Nicolas Oikonomides restaurou-o no texto do Taktikon Uspensky de ca. 843. O título é também encontrado em selos dos séculos VII e VIII, mas com um sentido diferente; assim um "reitor da Calábria" foi o administrador das propriedades locais da Sé de Roma na Calábria.
O Cletorológio de 899 inclui o reitor entre as "dignidades especiais" (axiai eidikai). As funções exatas do ofício não são claras, mas, como J. B. Bury relatou, eles provavelmente "consistiam em exerceu alguma autoridade sobre a família imperial". Autores mais antigos sugerem que o título estava relacionado, ou mesmo identificado, com aquele de proedro, mas a teoria foi rejeitada por Rodolphe Guilland. Sua cerimônia de nomeação é mencionada no Sobre as Cerimônias de Constantino VII Porfirogênito (r. 913–959). Os relatos do embaixador italiano Liuprando de Cremona, que fora em missão à corte imperial no século X, mostram o reitor desempenhando um importante papel nas cerimônias cortesãs sob Constantino VII.
O posto poderia ser mantido por eunucos cortesões, bem como clérigos, mesmo padres, mas foi também frequentemente combinado com outros ofícios elevados, tais como estratopedarca ou logóteta geral. Nas listas de presença dos banquetes imperiais dos séculos IX-X, ele ocupou um posição muito proeminente, vindo logo a direita dos magistros e antes do sincelo e dos patrícios. O título desaparece das fontes após o reinado de Constantino IX Monômaco (r. 1042–1055).
Ao mesmo tempo, o título também aparece como um nome familiar: o magistro e logóteta do curso Miguel Reitor era um membro do conselho de regência nomeado na morte de Romano II em 963, enquanto sob Nicéforo III Botaniates (r. 1078–1081), um monge chamado Reitor fingiu ser Miguel VII Ducas (r. 1071–1078) e tentou derrubar o imperador.

## Lista de titulares conhecidos
| Nome            | Mandato            | Nomeado por                   | Notas | Refs          |
| --------------- | ------------------ | ----------------------------- | --- | ------------- |
| João Lazares    | 912–913            | Alexandre                     | Elevado ao posto na ascensão de Alexandre, ele tornou-se um membro do conselho regencial de Constantino VII Porfirogênito, mas foi logo demitido pela imperatriz-regente Zoé Carbonopsina.                                                            | [ 10 ]        |
| João, o Reitor  | ca. 922            | Romano I Lecapeno             | Um clérigo, foi reitor e paradinástevo de Romano, mas foi forçado a retirar-se para um mosteiro. Ele liderou uma missão diplomática à Bulgária ca. 929, e foi cegado e exilado junto com outros em 946 por conspirar contra Constantino VII.          | [ 10 ] [ 11 ] |
| Miguel Lecapeno | Após 945           | Constantino VII Porfirogênito | Filho do filho mais velho e coimperador de Romano I, Cristóvão Lecapeno, segundo Teófanes Continuado ele foi nomeado magistro e reitor por Constantino VII.                                                                                           | [ 10 ]        |
| Basílio         | ca. 970            | João I Tzimisces              | Ele foi instrumental na supressão de um golpe de Leão Focas, o Jovem contra Tzimisces e prendeu os líderes do movimento. Possivelmente pode ser identificado com Basílio Lecapeno.                                                                    | [ 10 ]        |
| Basílio         | ca. 993            | Basílio II Bulgaróctono       | Registrado apenas em dois atos do Mosteiro da Grande Lavra como reitor e logóteta geral | [ 10 ]        |
| Nicetas         | ca. 1035 (?)       | Desconhecido                  | Apenas mencionado brevemente no Peira de Eustácio Romeu. | [ 10 ]        |
| Sagmata         | Final do século XI | Desconhecido                  | Destinatário de uma carta de Miguel Pselo, mais tarde aparentemente avançou para os postos de sincelo e logóteta do curso. | [ 10 ]        |
| Nicéforo        | ca. 1050           | Constantino IX Monômaco       | Um eunuco e antigo monge, ele tornou-se favorito cortesão de Constantino XI, que nomeou-o reitor e estratopedarca. Enviou-o para comandar um exército contra os pechenegues, mas ele foi pesadamente derrotado em batalha próximo as Portas de Ferro. | [ 12 ]        |